# Clarine Seymour
Clarine Seymour född 9 december 1898 i Brooklyn i New York, död 25 april 1920 i New York, var en amerikansk skådespelerska. Hon dog till följd av en operation.

## Filmografi i urval
- 1920 - The Idol Dancer
- 1919 - Scarlet Days
- 1919 - True Heart Susie
- 1917 - Mystery of the Double Cross

## Fotnoter
1. 1 2  SNAC, SNAC Ark-ID: w6tc5q4f, läs online, läst: 9 oktober 2017.[källa från Wikidata]
2. 1 2  Find a Grave, Find A Grave-ID: 20983, läs online, läst: 9 oktober 2017.[källa från Wikidata]